# 哥斯比
哥斯比（希伯來語：‎）是圣经民数记 25章 中的一个人物。她是米甸首领苏珥的女儿，与以色列人撒路的儿子心利恋爱。耶和华反对以色列人与米甸人混合而导致敬拜巴力，指示摩西杀死所有敬拜巴力的以色列人。
“摩西和以色列人全会众正在会幕门口哭泣的时候，有以色列人中的一个人，竟然当他们眼前，带着一个米甸女人到他弟兄们那里。”
以利亚撒的儿子，亚伦的孙子非尼哈尾随他们到卧室，用长矛刺死了正在性交的心利和哥斯比。  
根据犹太传说，她是一个异教女祭司。